# 王惕吾
王惕吾（1913年8月29日—1996年3月11日），原名王瑞鐘，浙江東陽人，總統府警衛大隊上校隊附兼第二團團長出身 ，《聯合報》共同創始人，前中國國民黨中常委。

## 生平
王惕吾幼年家中從事農耕與讀書，以製造生產火腿為主業，曾祖父王雲漢、祖父王土林、父親王芾南、母親徐夏琴，上有姐王瑞芳、下有妹王瑞芬，王惕吾於家中排行第二。王惕吾繼1953年起創辦《聯合報》以來，先後創辦《經濟日報》、《北美世界日報》、《民生報》、《歐洲日報》、《泰國世界日報》、《聯合晚報》、《香港聯合報》等八報刊，促成研究開發生產全球首台國產中文輪轉機、中文全自動鑄版機、中文計算機檢排系統的研究，率先引領台灣報業邁向現代化與國際化。1941年10月16日，36歲的王惕吾以本名參加中國國民黨革命實踐研究院第一期受訓，1949年5月4日，《民族報》創刊發行；首任發行人為周之鳴、王惕吾為《民族報》董事，1950年2月1日接任《民族報》發行人兼社長職務。

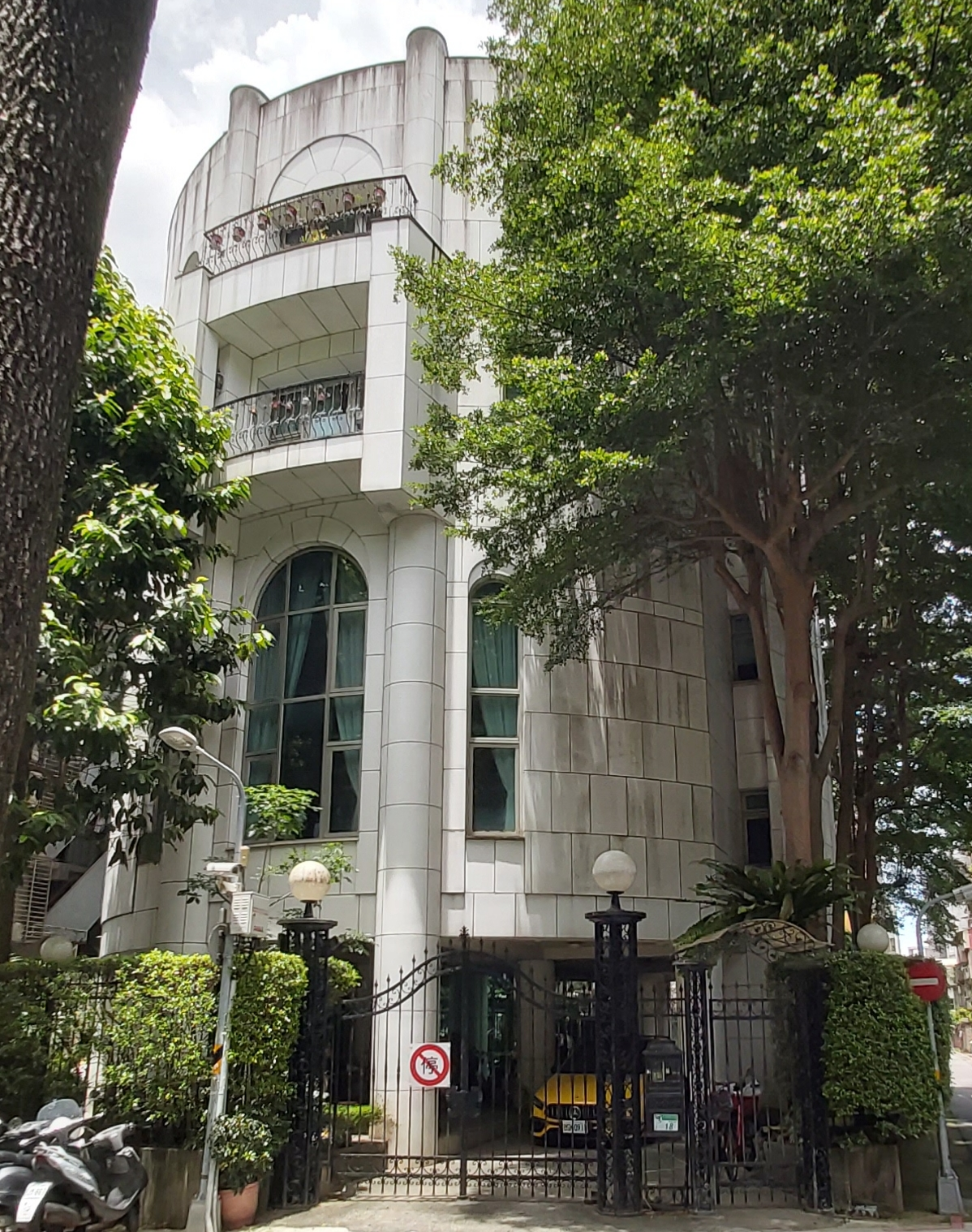
王惕吾的臺北故居

據曾任《聯合報》記者王景弘回憶，蔣經國逝世後，王惕吾曾支持李登輝繼任總統，王景弘稱1990年國民大會投票總統前曾勸林洋港不要出來與李登輝對拚，然而林洋港還是與蔣緯國搭配。王景弘稱李登輝當選後，王惕吾「受李登輝禮遇和尊重，卻忽略自己的角色定位」，對行政院長之類的重大人事都提出個人好惡，要影響李登輝的選擇，引起李登輝厭煩，兩人關係開始下滑。1991年《聯合報》四十周年社慶，王景弘回到臺灣，並會見李登輝。之後張作錦即告訴他「王老闆叫我一定要告訴你，李登輝這個人不可信。」王景弘稱1990年代《聯合報》「反李」立場更加鮮明，批判的用詞越趨於惡毒、謾罵，完全失去民主社會討論問題應有的態度。:8-11
1990年某日清晨，王惕吾在陽明山住處因食道靜脈瘤破裂暈厥，由隨身安全人員楊誠通協助送醫救治暫時脫險，同年3月9日王惕吾舊疾復發，兩天後在臺北榮民總醫院病逝。王景弘稱王惕吾對李登輝在1996年總統大選的優勢感到挫折，稱「他把政治賭注擺在林洋港與郝柏村身上，實際上也把一家報紙最應堅持的不偏不倚立場賭出去」，認為王惕吾「在大選前逝世，否則看到大選結果，可能又平添痛苦。」:11

## 家庭
王惕吾26歲時與妻子趙玉仙結婚，兩人育有五名子女，依序為長子王必成、長女王效蘭、次女王友蘭、次子王必立與么女王惠蘭。